# 경염
경염(景炎, 1276년 5월 ~ 1278년 4월)은 남송 단종(端宗) 조하(趙昰)의 연호이다. 2년 가량 사용하였다. 단종(端宗)이 사망하고 난 후에 소제(少帝)가 상흥으로 개원할 때까지 사용하였다. 

## 개원
- 덕우(德祐) 2년 5월 1일[1](율리우스력 1276년 6월 14일)에 연호를 경염(景炎)으로 개원함.[2][3][4][5]

- 경염(景炎) 3년 5월 1일[6](율리우스력 1278년 5월 23일)에 연호를 상흥(祥興)으로 개원함.[2][7][4][5]

## 연대 대조표
| 경염 | 서기(西紀) | 간지(干支) | 원나라 연호     |
| 원년 | 1276년     | 병자(丙子) | 지원(至元) 13년 |
| 2년  | 1277년     | 정축(丁丑) | 지원 14년       |
| 3년  | 1278년     | 무인(戊寅) | 지원 15년       |

## 동시대 연호

### 중국(몽골)
대원(大元)
- 지원(至元) (1264년 ~ 1294년)

### 베트남
- 바오푸(寶符) (1273년 ~ 1278년)

### 일본
- 분에이(文永) (1264년 ~ 1275년)
- 겐지(建治) (1275년 ~ 1278년)
- 고안(弘安) (1278년 ~ 1288년)

## 같이 보기
- 중국의 연호 목록